# Гавиносы
Гавиносы (укр. Гавиноси) — село, относится к Подольскому району Одесской области Украины.
Население по переписи 2001 года составляло 788 человек. Почтовый индекс — 67942. Телефонный код — 4861. Занимает площадь 2,28 км². Код КОАТУУ — 5123180601.

## Местный совет
67912, Одесская обл., Подольский р-н, с. Гавиносы